# اگواس بلانکاس (سالتا)
اگواس بلانکاس (سالتا) (به اسپانیایی: Aguas Blancas (Salta)) یک منطقهٔ مسکونی در آرژانتین است که در ایالت سالتا واقع شده‌است.

## خصوصیات
اگواس بلانکاس ۱٬۴۰۳ نفر جمعیت دارد.